# McGriddles
McGriddles est une marque commerciale de sandwichs vendus par la chaîne internationale de restauration rapide McDonald's. 
Il s'agit d'un type de sandwich qualifié de breakfast sandwich (« sandwich à petit déjeuner »), qui contient des aliments consommés lors d'un petit-déjeuner américain traditionnel, en l'occurrence du bacon frit, des œufs brouillés, et du fromage américain, servis entre deux pancakes assaisonnés au sirop d'érable. L'appellation McGriddles a été conservée par la chaîne pour développer plusieurs autres sandwichs à base de pancakes assaisonnés au sirop d'érable et décorés avec le logo de McDonald's en relief.
Le sandwich est introduit en 2003 et disponible depuis aux États-Unis, en Turquie, au Canada, en Pologne, au Japon, au Guatemala, au Mexique, aux Philippines, à Singapour et en Nouvelle-Zélande. En octobre 2015, McDonald's lance une offre de menus pour le petit déjeuner, dont les McGriddles sont d'abord exclus. La chaîne les ajoute finalement en septembre 2016.

## Description du produit
McGriddles désigne la gamme de sandwichs à base de pancakes au sirop d'érable confectionnés par McDonald's. Dans sa version originale, la garniture du McGriddles se compose d'œufs brouillés, de bacon frit et de fromage américain (Bacon, Egg & Cheese McGriddles).

### Variantes
Plusieurs variantes du sandwich ont été développées par McDonald's, toutes commercialisées sous l'appellation McGriddles, le point commun restant l'utilisation de pancakes assaisonnés au sirop d'érable :
- Bacon, œuf et fromage
- Saucisse
- Saucisse, œuf et fromage
- Scrapple (une recette de pain de viande originaire de Pennsylvanie), œuf et fromage (servi dans la région de Philadelphie)[4]
- Spam, œuf et fromage (servi à Hawaii)[5]
- Poulet (pour un temps limité d'essais, exclusivement dans l'Ohio et la Floride)[6],[7]

### Valeurs nutritionnelles
Valeurs nutritionnelles pour un McGriddles (Bacon, Egg & Cheese McGriddles) d'après le site de McDonald's.
|                          | Par produit | Apport de référence (AR *) |
| ------------------------ | ----------- | -------------------------- |
| Énergie                  | 430 kcal    | 21,5 %                     |
| Matière grasse           | 21 g        | 27 %                       |
| dont acides gras saturés | 9 g         | 46 %                       |
| Glucides                 | 44 g        | 16 %                       |
| dont sucres              | 15 g        | -                          |
| Fibres                   | 2 g         | -                          |
| Protéines                | 17 g        | -                          |
| Cholesterol              | 215 mg      | 71%                        |
| Sel                      | 1,23 g      | 54 %                       |

* Correspond au pourcentage de l’apport de référence quotidien pour un adulte type (8 400 kJ / 2 000 kcal).